# رنه سیموئز
رنه سیموئز (انگلیسی: René Simões؛ زادهٔ ۱۷ دسامبر ۱۹۵۲) یک بازیکن فوتبال اهل برزیل است.